# James McLaughlin
Pour les articles homonymes, voir McLaughlin.
James McLaughlin, parfois cité James W. MacLaughlin ou J.W. McLaughlin, est un acteur et réalisateur américain.

## Filmographie

### Comme réalisateur
- 1918 : Beyond the Shadows
- 1918 : Hell's End
- 1918 : Closin' In
- 1918 : The Man Who Woke Up

### Comme acteur
- 1915 : The Girl from the East de Richard Stanton : Jim Brandon
- 1915 : The Scrub de Scott Sidney : Dick Blackwood
- 1916 : The Vagabond Prince de Charles Giblyn : "Red" Kelly
- 1917 : The Tar Heel Warrior de E. Mason Hopper : James Adams
- 1921 : God's Gold de Webster Cullison : Corwin Carson
- 1921 : Black Sheep de Paul Hurst : José
- 1921 : Sa fille (Reputation) de Stuart Paton
- 1922 : South of Northern Lights de Paul Hurst : Caporal McAllister
- 1923 : The Fighting Strain de Neal Hart : Herbert Canfield
- 1926 : Three Pals de Wilbur McGaugh et Bruce M. Mitchell : le secrétaire de Wingate